# (3177) Chillicothe
(3177) Chillicothe es un asteroide perteneciente al cinturón de asteroides, descubierto el 8 de enero de 1934 por Henry Lee Giclas desde el Observatorio Lowell, en Flagstaff, Estados Unidos.

## Designación y nombre
Designado provisionalmente como 1934 AK. Fue nombrado Chillicothe en homenaje a la ciudad estadounidense Chillicothe de Ohio.